# Cerkev sv. Janeza Krstnika, Žička kartuzija
Cerkev sv. Janeza Krstnika je nekdanja samostanska cerkev Žičke kartuzije.

## Zgodovina
Veliko redovno cerkev sv. Janeza Krstnika, (»ecclesia maior«), po kateri se je poimenovala celotna dolina, je leta 1190 posvetil oglejski partriarh Gotfrid von Hohenstaufen , zgodovinar Jože Mlinarič pa navaja tudi listino iz leta 1202, iz katere izhaja, da naj bi bila cerkev posvečena še pred letom 1200, in sicer med letoma 1182 in 1194, ko je bil Gotfrid oglejski patriarh.
Ustanovitelja kartuzije Otokarja III., njegovo ženo Kunigundo in kasneje še sina Otokarja IV. so kartuzijani pokopali v grobnici k cerkvi sv. Janeza Krstnika prizidane kapele, kasneje nadzidane za eno nadstropje, ki so jo različno imenovali »zakristija«, »prelatova kapela« ali »Otokarjeva kapela« in ki naj bi po Stegenšku v 18. stoletju res služila obojnemu namenu. Po razpustitvi kartuzije so dali štajerski deželni stanovi leta 1827 njihove posmrtne ostanke preseliti v samostan Rein pri Gradcu.
Prvotna marmorna nagrobna plošča Otokarja IV., prvega štajerskega vojvode in zadnjega Traungauca, ki jo umetnostni zgodovinarji datirajo v sredino 13. stoletja, je bila iz Žičke kartuzije med leti 1756 in 1848 preseljena v podružnično cerkev sv. Areha na Pohorju, kjer je še danes. Zaradi pokojnikovega nekoliko kroni podobnega vojvodskega klobuka na njej so dolgo domnevali, da gre za relief sv. Henrika.

## Arhitektura

### Zgodovinski opis
Cerkev je bila po redovnih pravilih dolga enoladijska stavba z ravnim vzhodnim zaključkom, od leta 1321 z letnerjem na dva dela razdeljenim prezbiterijem (na tistega za patre in drugega za brate konverze). Ali je bila cerkev že v romaniki obokana se ne ve, ker so jo pred letom 1400, ko je bila Žička kartuzija sedež generalnega priorja, prezidali v gotskem slogu.
Gotsko obokano cerkev, s stropom iz štirih križnih polj, so na strmi strehi na vzhodnem delu opremili tudi z osmerostraničnim strešnim stolpičem s kupolasto baročno streho. Leta 1640 je dobila nov glavni vhod z marmornimi stopnicami in portalom, nato še pevsko emporo. Krogovičje na šestih visokih oknih se je delno ohranilo, tudi nekaj sklepnikov, ki kažejo na to, da so stavbeniki prišli iz avstrijskih delavnic, medtem ko je bil slikar, ki je naslikal upodobitev križanja (med 1391 in 1397), šolan v čeških deželah. V času baročne prenove, okoli 1720-1730, je Mihael Pogačnik, kipar iz Slovenskih Konjic, za cerkev izdelal več kipov in Križev oltar, ki je danes v župnijski cerkvi na Frankolovem.

## Galerija (pred zadnjo prenovo in po njej)
- ostanki gotske cerkvene ladje (pred prenovo)
- pogled na cerkev (pred prenovo)
- Gotsko okno cerkve sv. Janeza Krstnika
- Apsida nekdanje dvonadstropne grobne kapele

- samostanska cerkev po prenovi
- samostanska cerkev in ruševine refektorija
- samostanska cerkev po prenovi, z odprto pomično streho
- prezbiterij (po prenovi)
- Otokarjeva grobna kapela (po prenovi)